# Еудора
Еудора (грч. Εὐδώρα) је у грчкој митологији било име више нимфи.

## Етимологија
Име Еудора значи „племенита“ или „дарежљива“.

## Митологија
Хигин је убраја у нисејске нимфе, према Хесиодовој теогонији и Аполодору, она је кћерка Нереја, а неки аутори је сврставају и у хијаде и то без обзира да ли их је седам или свега три.